# Callistocythere crucifera
Callistocythere crucifera is een mosselkreeftjessoort uit de familie van de Leptocytheridae. De wetenschappelijke naam van de soort is voor het eerst geldig gepubliceerd in 1954 door Hartmann.